# Schweiziske nationalpark
Den Schweiziske nationalpark (tysk: Schweizerischer Nationalpark, fransk: Parc National Suisse, italiensk: Parco Nazionale Svizzero, rætoromansk: Parc Naziunal Svizzer) ligger i kantonen Graubünden i den østlige del af Schweiz mellem Zernez, S-chanf, Scuol og Fuornpasset , dvs. i Engadindalen nær grænsen til Italien.
I 2011 er den den eneste nationalpark i Schweiz, men der er planer om at skabe flere andre. Den har et areal på 174.2 km², og den er det største, beskyttede område i landet. Parken blev grundlagt på den schweiziske nationaldag, den 1. August 1914. Det gør den til én af de tidligste nationalparker i Europa.
Det er ikke tilladt at forlade vejene i parken, eller at lave åben ild og heller ikke at overnatte derinde, bortset fra ophold i vandrerhytten Chamanna Cluozza midt i området. Ligeledes er det forbudt at forstyrre dyr og planter og at tage noget som helst med sig ud af parken. Hunde har ikke adgang, end ikke hvis de er i snor.
I Zernez findes et besøgscenter. Vejen gennem parken fører over Fuornpasset (tysk: Ofenpass) til Sydtyrol i Italien.

## Vigtige bjergtoppe
- Piz da l'Acqua
- Piz Chaschauna

## Billedserie
Alle fotos af Hansueli Krapf
- Ægte Edelweiss
- Vårensian

## Eksterne links
- Nationalparkens officielle hjemmeside – her på (tysk), men der findes også versioner på fransk, italiensk, rhæto-romansk og engelsk.

46°42′00″N 10°05′42″Ø / 46.7°N 10.095°Ø